# Politische Mitte
Die politische Mitte (auch Zentrismus) ist ein Standpunkt im politischen Spektrum zwischen „links“ und „rechts“. Wo genau sich diese „Mitte“ befindet und durch welche Positionen sie charakterisiert wird, ist jedoch umstritten; entsprechend diffus ist auch die Verwendung des Ausdrucks.
Im politischen Gesamtspektrum verstehen sich die demokratischen Parteien als Teil der Mitte zwischen extrem linken und extrem rechten Ideologien. Innerhalb des demokratischen Spektrums wiederum ist es naheliegend, einen zwischen den großen Hauptströmungen (in Europa Konservatismus und Sozialdemokratie, vertreten durch die Volksparteien EVP bzw. SPE) angesiedelten Standpunkt als politische Mitte zu betrachten.

## Deutschland
Nach dem Zweiten Weltkrieg versuchten die neu und wieder gegründeten Parteien breitere Schichten der Bevölkerung anzusprechen und sich zur politischen Mitte hin zu orientieren. Es kam zur Herausbildung der sogenannten Volksparteien. Die nach klassischer Definition eigentlich gemäßigt rechte Volkspartei CDU/CSU als interkonfessionelle Sammlungsbewegung beansprucht seit jeher die Position der politischen Mitte. Auf dem Godesberger Parteitag der SPD von 1959 kam der Wandel der Partei von einer sozialistischen Arbeiterpartei hin zu einer Volkspartei zum Ausdruck.
Da die Links-rechts-Skala in jüngerer Zeit zusehends unzulänglich geworden und aus der Mode gekommen ist und insbesondere das Attribut rechts vielen als Stigma gilt, neigen demokratische Parteien insbesondere in Deutschland dazu, die politische Mitte für sich selbst zu beanspruchen und andere als links bzw. rechts davon einzuordnen. Dies gilt vor allem für die großen Volksparteien und wird dort zusätzlich verstärkt durch den Anspruch, einen möglichst großen Teil der Bevölkerung anzusprechen, wobei der politischen Mitte hier auch die Konnotation der „Mitte der Gesellschaft“ anhaftet.
1972 verwendete Bundeskanzler Willy Brandt erstmals den Ausdruck Neue Mitte auf dem Dortmunder Wahlparteitag der SPD. Diese Ausrichtung erfolgte vor dem Hintergrund eines stetig sinkenden Arbeiteranteils an der Bevölkerung von 55 Prozent (1959) auf 27 (1972). Gegen die Traditionalisten in der SPD, die die SPD als Arbeiterpartei profilieren wollten, strebte Brandt die Öffnung der SPD zu einer Partei der „neuen Mitte“ an. Einerseits sollte mit dem Wort die sozialliberale Regierungspolitik beschrieben werden, andererseits stellte der Begriff ein Konzept für die Integration der Studentenbewegung dar.
In seiner ersten Regierungserklärung 1982 sowie in fast allen weiteren Regierungserklärungen bezeichnete Helmut Kohl das Regierungsbündnis von CDU, CSU und FDP als „Koalition der Mitte“. Ziel dieser Formulierung sei es gewesen, eine griffige politische Standortbestimmung der Koalition zu schaffen sowie im Hinblick auf die Wählerschaft die Vertretung der Mittelschicht als besonderes Anliegen der Regierung zu reklamieren.
In Anlehnung an Tony Blairs New Labour oder Bill Clintons New Democrats etablierte die SPD im Bundestagswahlkampf 1998 erneut das Schlagwort Neue Mitte. Im 1999 veröffentlichten sogenannten Schröder-Blair-Papier wurden von Tony Blair und Gerhard Schröder unter dem Schlagwort „Neue Mitte“ vor dem Hintergrund des Thatcherismus und der Ära Kohl und unter Bezugnahme auf die Strukturationstheorie von Anthony Giddens neue sozialdemokratische Positionen und Leitbilder eines dritten Weges zwischen dem neoliberalen Kapitalismus und der klassischen Sozialdemokratie formuliert. Als ein zentrales Element der neuen Sozialdemokratie sieht Giddens einen aktivierenden Sozialstaat. Dieser bedeute für den einzelnen Bürger eine zunehmende Individualisierung und damit eine Zunahme von Verpflichtungen.
2001 initiierte Franz Müntefering (SPD) erneut eine Diskussion um die Position der SPD im bundesdeutschen Parteiengefüge: „Mitte ist da, wo die linke Volkspartei SPD ist.“
Im „Bremer Entwurf“ für ein neues Grundsatzprogramm im Januar 2007 wurde die SPD als „Partei der solidarischen Mitte“ definiert; im 2007 verabschiedeten Hamburger Programm bezeichnet sich die SPD als „linke Volkspartei“.
Der ehemalige SPD-Vorsitzende Sigmar Gabriel will die Mitte nicht als einen sich nach Einkommens- oder Berufsgruppen oder politischen Einstellungen orientierenden „festen Ort“ verstanden wissen, sondern als „Deutungsort der Gesellschaft“. Die SPD müsse mit den „richtigen Fragen“ und den „richtigen Antworten“ die Mitte behaupten, um die Deutungshoheit zu erobern.

## Kritik am Begriff
Die Bundeszentrale für Politische Bildung schreibt:

„Eine politische Mitte zu definieren, erscheint aus ähnlichen Gründen problematisch, zumal sie sich im Rahmen des gesellschaftlichen und politischen Wandels inhaltlich kaum festmachen lässt. Wo befindet sich zum Beispiel die politische Mitte bei den Themen Homo-Ehe oder Atomkraft? Zudem sollte man Mitte nicht mit Mehrheit verwechseln. Wenn extremistische Einstellungen mehrheitsfähig wären, müssten sie weit in die Gesellschaft reichen, könnten aber auch eine Mehrheit haben, ohne von der Mitte getragen zu werden. Mehrheiten für oder gegen eine politische Frage haben somit wenig Aussagekraft bezüglich einer politischen oder soziologischen Mitte.“

Zu einer gegenteiligen Einschätzung kommt das Integral Marktforschungsinstitut in einer Studie. Dort werden unter „politischer Mitte“ primär zwei Gesellschaftsgruppen verstanden: Das „Nostalgisch-Bürgerliche Milieu“ und die „Adaptiv-Pragmatische Mitte“. Beiden gemein ist, dass sie extreme politische Ansichten ablehnen und sich daher bewusst und gewollt als politische Mitte positionieren.

## Andere Länder
In den Parlamenten von Ländern mit einem stärker polarisierten Parteienspektrum – in dem also auch die Volksparteien sich deutlich als links oder rechts definieren – gibt es häufig auch Parteien mit einem „zentristischen“ Programm, die sich ausdrücklich über ihre Mittelposition definieren. Dazu zählen etwa das französische Mouvement démocrate (MoDem), die italienische Italia Viva (IV), die spanische Unión Progreso y Democracia (UPyD) und in der Schweiz „Die Mitte“ (entstanden aus dem Zusammenschluss von BDP und CVP), die glp und die EVP oder in Dänemark die Moderaterne. Auch in den nordischen Ländern gibt es zahlreiche Zentrumsparteien (etwa die finnische Suomen Keskusta, die schwedische Centerpartiet und die norwegische Senterpartiet), die meist auf Agrarparteien zurückgehen. Ferner sind viele Minderheitenparteien zentristisch, da sie sowohl linke als auch rechte Angehörige einer ethnischen Minderheit integrieren wollen.
Auf internationaler Ebene gehören diese Zentrumsparteien meist der Liberalen Internationalen und der liberalen Europapartei ALDE an, ohne allerdings eindeutig liberale Positionen zu vertreten. Dennoch können auch liberale Parteien sich als zentristisch bezeichnen. Außerdem existiert eine Europäische Demokratische Partei (EDP), die vor allem vom französischen MoDem dominiert wird und sich selbst ausdrücklich als zentristisch versteht. ALDE und EDP arbeiten im Europäischen Parlament in der Fraktion Renew Europe (bis 2019 ALDE-Fraktion) zusammen.

## Belege
1. ↑  Rudolf Walther: Die neue Mitte (Zum 90. Geburtstag Willy Brandts) Der Freitag, 19. Dezember 2003, abgerufen am 11. März 2012
2. ↑  Georg Stötzel, Thorsten Eitz, Astrid Jährling-Marienfeld, Lea Plate: Zeitgeschichtliches Wörterbuch der deutschen Gegenwartssprache: Schlüsselwörter und Orientierungsvokabeln. Herausgeber: Georg Stötzel, Thorsten Eitz, Astrid Jährling-Marienfeld, Lea Plate, Georg Olms Verlag, 2003, ISBN 3-487-11759-2, ISBN 978-3-487-11759-1, S. 262 (Online in der Google-Buchsuche)
3. ↑  Klaus Stüwe: Die Rede des Kanzlers. Regierungserklärungen von Adenauer bis Schröder. VS Verlag, Wiesbaden 2005, ISBN 3-531-14506-1.
4. ↑  SPD-Wahlprogramm von 1998. Innovation und Soziale Gerechtigkeit
5. ↑  Franz Müntefering: Warum für die CDU in der Mitte kein Platz mehr ist. In: Frankfurter Rundschau vom 5. Februar 2001.
6. ↑  Tobias Dürr: Die Linke nach dem Sog der Mitte - Zu den Programmdebatten von SPD, Grünen und PDS in der Ära Schröder (Memento des Originals vom 11. Oktober 2005 im Internet Archive)  Info: Der Archivlink wurde automatisch eingesetzt und noch nicht geprüft. Bitte prüfe Original- und Archivlink gemäß Anleitung und entferne dann diesen Hinweis., bpb.de, abgerufen am 18. Oktober 2009
7. ↑  „Bremer Entwurf“ für ein neues Grundsatzprogramm der Sozialdemokratischen Partei Deutschlands (Memento vom 29. Januar 2007 im Internet Archive) (PDF; 494 kB)
8. ↑  Hamburger Programm. Grundsatzprogramm der Sozialdemokratischen Partei Deutschlands (Memento vom 26. Dezember 2008 im Internet Archive)
9. ↑  Sigmar Gabriel neuer Bundesvorsitzender - Gemeinsam für den Aufbruch SPD-Ortsverein Bad Krozingen-Hartheim am 16. November 2009
10. ↑  Viola Neu, Sabine Pokorny: Ist "die Mitte" (rechts)extremistisch? Abgerufen am 21. März 2023.
11. ↑  Josef Redl: Un dem Extremismus Einhalt zu gebieten: Auf die politische Mitte kommt es an! Zeitschrift »Zukunft«, 12. Januar 2024, abgerufen am 28. Juni 2024